# Juda Tadeáš Super
Juda Tadeáš Super, též Juda Tadeáš Supper, nebo Judas Thaddäus Supper (29. března 1712 Mohelnice – 1. května 1771 Moravská Třebová), byl český barokní malíř.

## Život
Narodil se v rodině obuvníka a kostelníka Martina Supera v Mohelnici. Začal studovat teologii v jezuitské koleji v Olomouci. Talent a zájem o výtvarné umění jej přivedl v letech v letech 1729 až 1733 ke studiu malby u olomouckého malíře Karla Františka Josefa Haringera. Působil ve službách cisterciáckého řádu. V roce 1737 získal měšťanství v Moravské Třebové. Zde se vytvořila kolonie umělců, kam patřili vedle Supera i sochaři František Josef Seitl, Severin Tischler a Jiří František Pacák.
Jeho patrně nejvýznamnějším dílem je malířská výzdoba refektáře Sedleckého kláštera z let 1752-1757.

## Dílo
- 1768 Iluzivní architektura hlavního oltáře a oválné obrazy Přijímání sv. Aloise Gonzagy a Přijímání sv. Stanislava Kostky v kostele svatého Františka Xaverského v Uherském Hradišti.[8][9]
- kolem 1743 Obraz svatého Jana Nepomuckého na bočním oltáři a obraz svaté Rodiny v kostele sv. Jana Křtitele v Křenově. Ze zdejšího kostela rovněž pochází obraz Křest Kristův, který je v současnosti ve sbírkách muzea v Moravské Třebové.[10]
- 1752–1757 Nástěnné malby v refektáři a na schodišti konventní budovy, Sedlecký klášter a výmalba protějškových kaplí Panny Marie Sedlecké a Čtrnácti svatých pomocníků v klášterním kostele, Kutná Hora.[11]
- 1763–1765 Výjevy ze života sv. Jana Křtitele, Panny Marie a sv. Jana Nepomuckého, nástropní malby, kostel svatého Jana Křtitele, Tatenice.[12]
- 1771 Oltářní obrazy Umučení sv. Bartoloměje a Korunovace Panny Marie na hlavním oltáři kostela sv. Bartoloměje v Zábřehu. Dále obraz Příbuzenstvo Páně na bočním oltáři.[13]
- 1768 Mariánské malby v presbytáři kostela Nanebevzetí Panny Marie v Moravské Třebové. Tyto jsou Superovy vlastnoruční práce, ostatní malby v lodi provedl podle jeho návrhu syn František Karel Silvestr Super.[3][14]

Dále provedl výzdobu kostelů ve Starém Městě u Moravské Třebové, Rychnově, Chornicích, Trnávce, Gruně, Březové, Březině, Biskupicích a jinde.

## Galerie

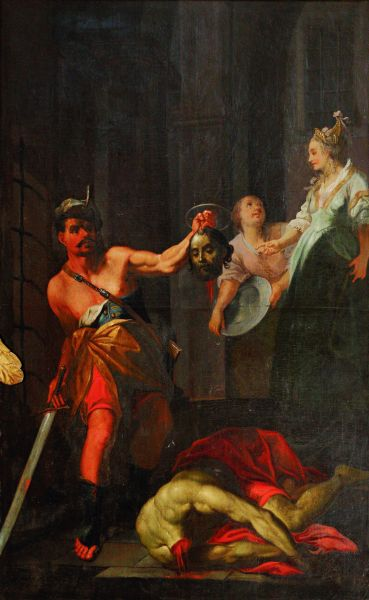
Juda Tadeáš Super – Stětí sv. Jana Křtitele (kol. 1755), kostel sv. Jana Křitele, Přibyslav